# Konrad (biskup wrocławski)
Konrad (zm. 2 marca 1146 r.) – biskup wrocławski w latach 1142–1146.
Biskup Konrad nie jest wymieniany w żadnym katalogu biskupów wrocławskich. Znany jest z nekrologów klasztorów benedyktyńskich NMP (św. Wincentego) we Wrocławiu oraz NMP w Lubinie. W tym drugim w 1145 r. konsekrował ołtarz główny. W źródłach występuje bez podania diecezji. O identyfikacji stolicy biskupiej przesądzają związki z Wrocławiem, brak możliwości powiązania z inną diecezją i czas występowania, który wypełnia lukę pomiędzy przeniesionym do Krakowa biskupem Robertem II a Janem II.